# Muzeum Kazimierza Pułaskiego w Warce
Muzeum imienia Kazimierza Pułaskiego w Warce – muzeum z siedzibą w Warce – Winiarach. Placówka jest jednostką organizacyjną powiatu grójeckiego.

## Historia
Muzeum zostało utworzone na mocy uchwały Rady Ministrów z 18 stycznia 1961 „w sprawie odbudowy dworu w Winiarach oraz przystosowania najbliższego otoczenia do celów turystyczno-wypoczynkowych”. Znajduje się w Warce – Winiarach, przy ul. Pułaskiego 24. Dwór w Winiarach został wzniesiony około roku 1689 jako siedziba Stanisława Antoniego Szczuki, podkanclerzego litewskiego i referendarza koronnego. Zaprojektował go architekt Augustyn Locci, budowniczy m.in. pałacu w Wilanowie. Wskutek wielokrotnych przeróbek w drugiej połowie XIX wieku i w pierwszej połowie XX wieku pałac utracił cechy architektury baroku. 
Pałac wielokrotnie zmieniał właścicieli i użytkowników. Pałac nabył w XVIII w. Józef Pułaski (1704-1769), ojciec Kazimierza Pułaskiego, starosta warecki, adwokat, polityk i pierwszy marszałek wojsk konfederackich. Kolejno pałac przechodził na własność rodzin Walewskich, Brochowskich, Zaborowskich, Jordanów, Kurtzów, Prozorów oraz księcia Włodzimierza Czetwertyńskiego. W roku 1882 właścicielem majątku Winiary wraz ze Starą Warką został prezes Towarzystwa Kredytowego Ziemskiego Andrzej Szczuka, następnie jego syn Józef Szczuka, który przekazał go bratu Andrzejowi Szczuce. Następnym właścicielem został Wojciech Hilary Rostworowski, który w 1921 roku sprzedał go hrabiemu Wacławowi Godziemba Dąmbskiemu. W okresie międzywojennym dwór odwiedzali wybitni politycy i artyści.
Na podstawie dekretu o reformie rolnej, dwór wraz z parkiem przeszedł w 1946 na własność Skarbu Państwa. W pałacu powstało Samorządowe Gimnazjum Ogólnokształcące wraz z internatem, a następnie Liceum Ogólnokształcące. W latach pięćdziesiątych staraniem PTTK powstało tu muzeum regionalne. Na mocy uchwały Rady Ministrów z 18 stycznia 1961 w pałacu przeprowadzono w latach 1962–1966 generalny remont. Budynek przeznaczono w całości na muzeum. W styczniu 1967 zostało otwarte historyczno-biograficzne Muzeum im. Kazimierza Pułaskiego. 
13 października 1979 w 200. rocznicę śmierci w parku przy muzeum odsłonięto pomnik gen. Kazimierza Pułaskiego autorstwa rzeźbiarza Kazimierza Danilewicza.
W roku 2011 rozpisano przetarg na generalny remont i modernizację pałacu w Warce-Winiarach – siedziby Muzeum im. Kazimierza Pułaskiego wraz z przystosowaniem budynku dla osób niepełnosprawnych oraz budowę Centrum Edukacyjno-Muzealnego przy Muzeum im. Kazimierza Pułaskiego w Warce wraz z parkingiem z terminem do 31 maja 2012. Obecnie (stan na sierpień 2014) gmach wyremontowanego muzeum jest dostępny dla zwiedzających, trwa zaś rewitalizacja parku pałacowego.
Muzeum jest placówką całoroczną, czynną codziennie z wyjątkiem poniedziałków. Wstęp jest płatny, z wyjątkiem czwartków (wstęp wolny).

## Galeria

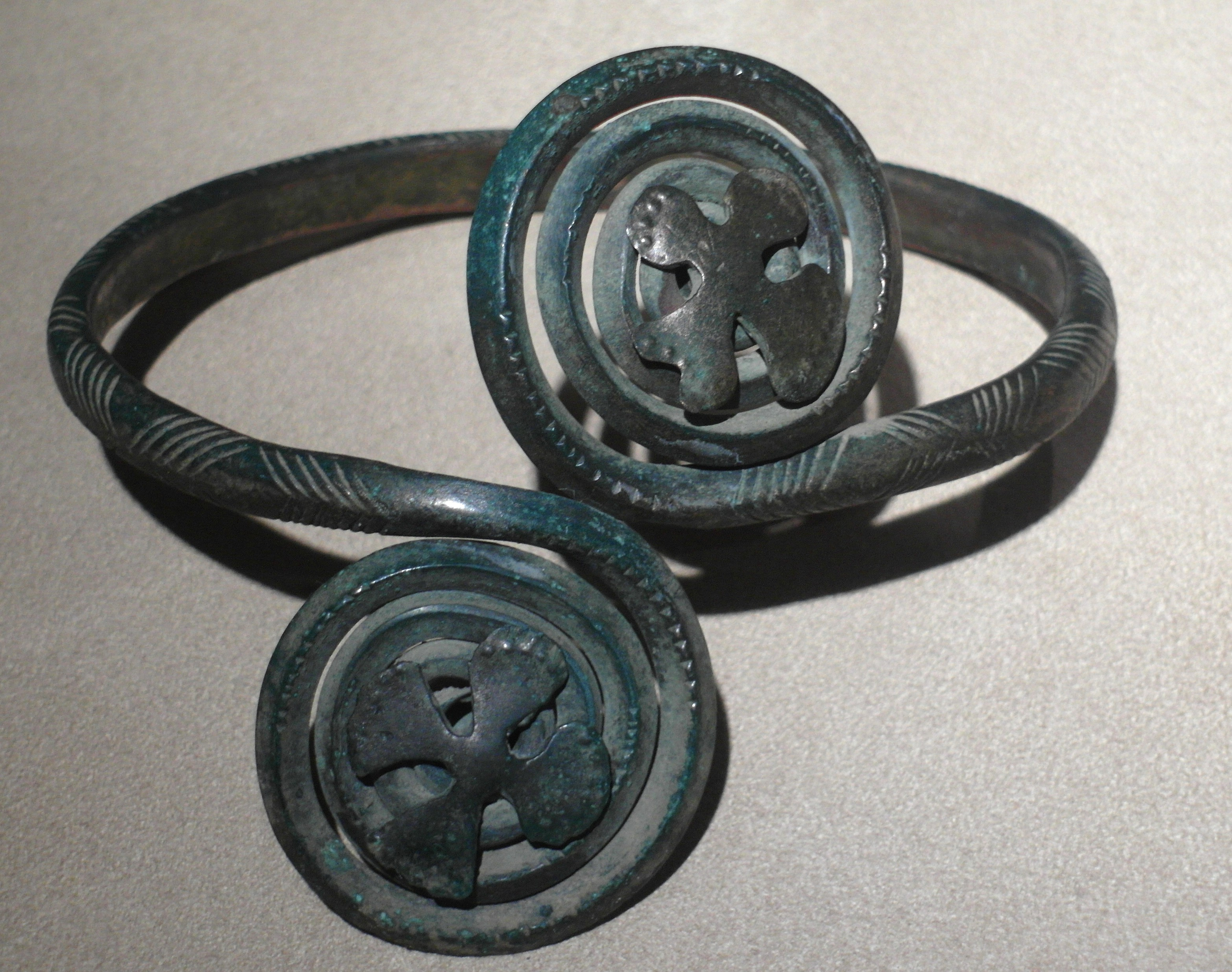
Naramiennik z okresu kultury łużyckiej
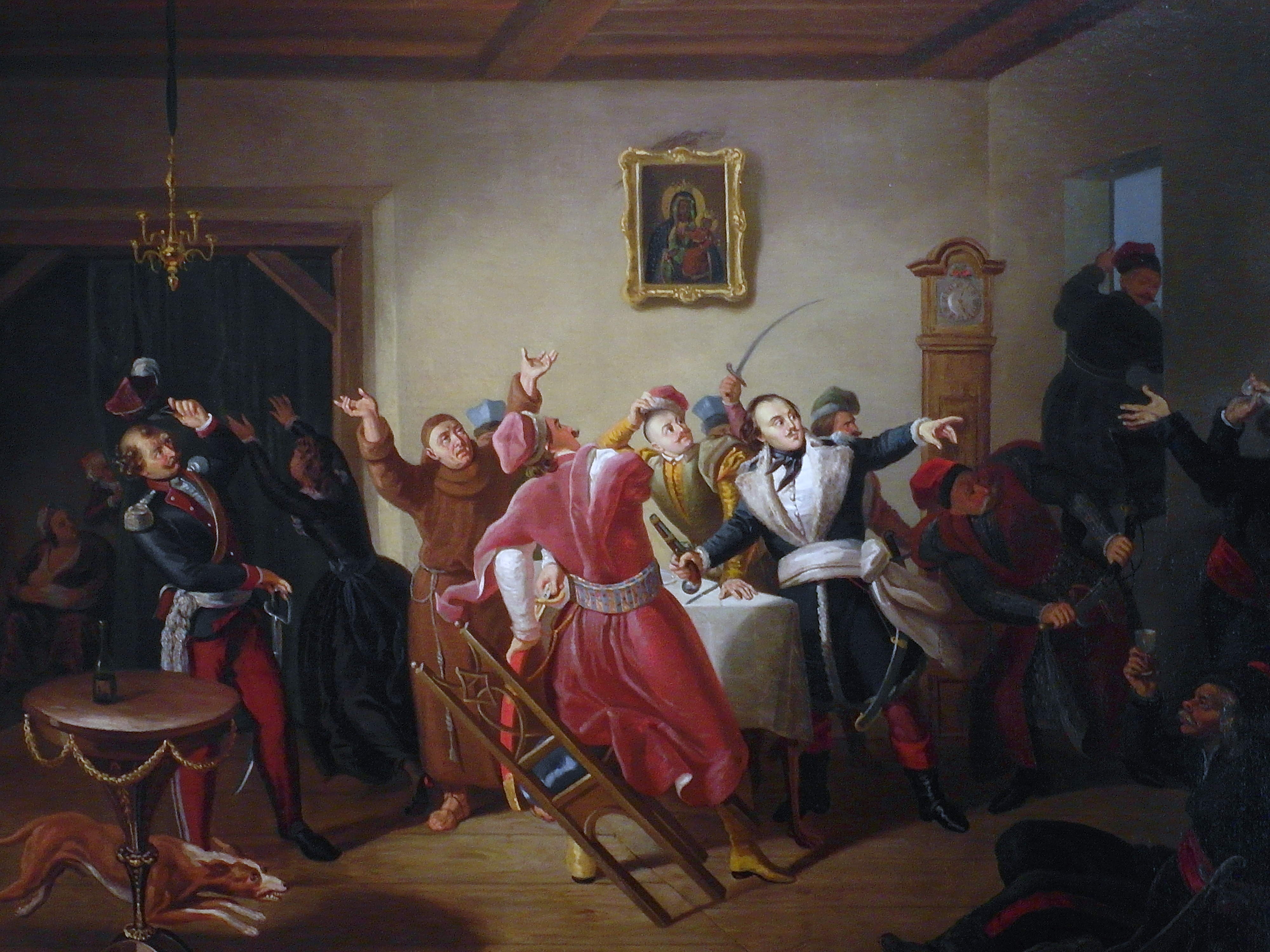
Pułaski w Barze, obraz autorstwa Kornelego Szlegela
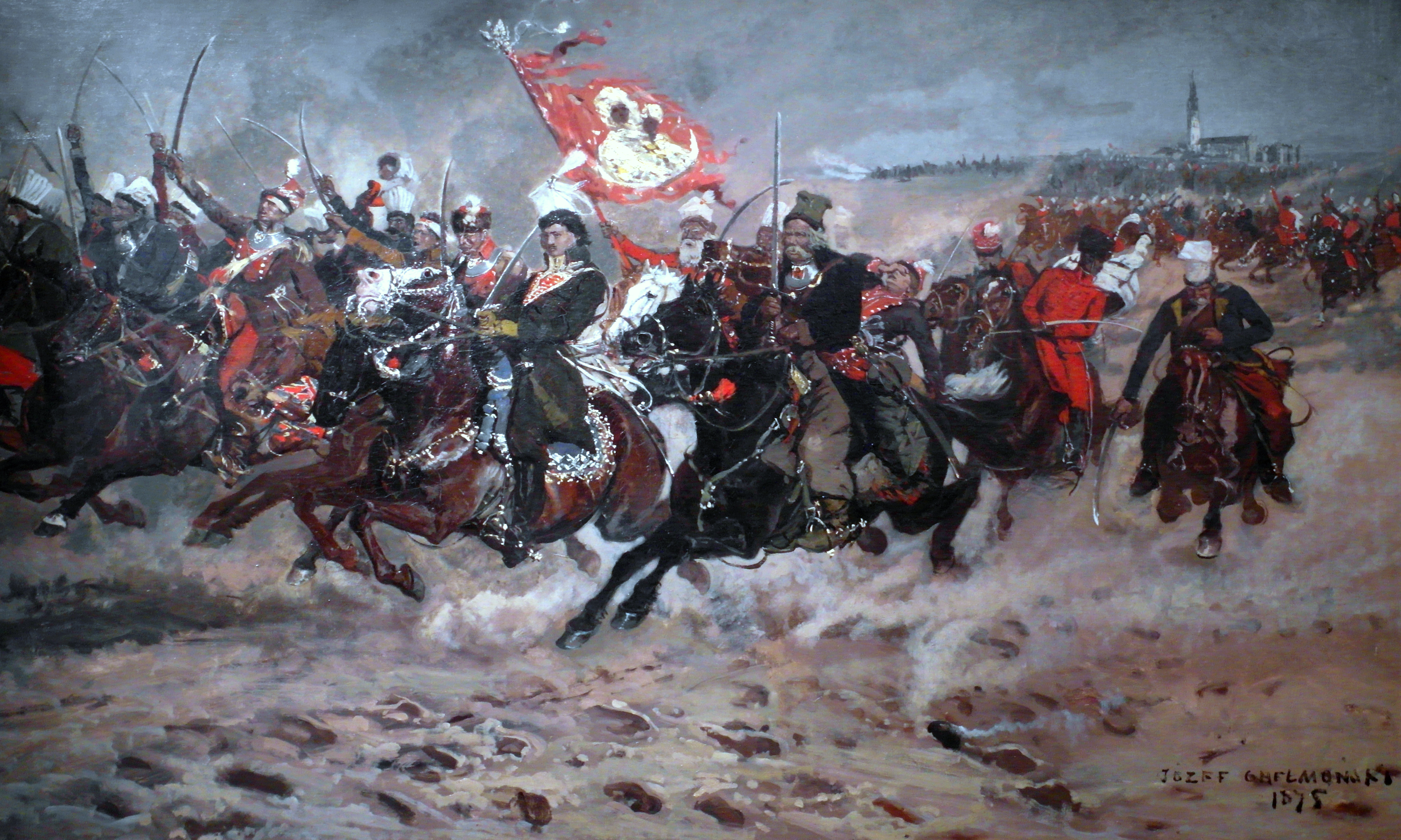
Kazimierz Pułaski pod Częstochową, obraz autorstwa Józefa Chełmońskiego
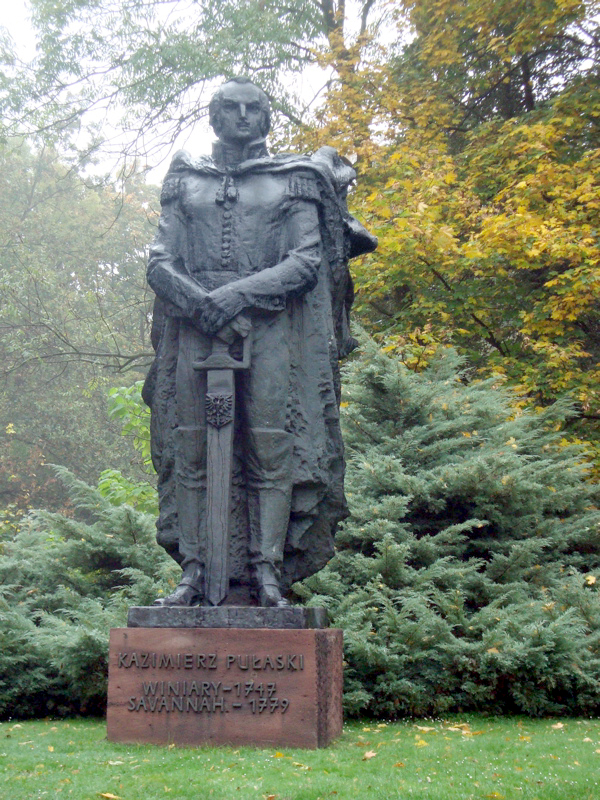
Pomnik Kazimierza Pułaskiego przy muzeum